# Montezuma (Georgia)
Montezuma – miasto w Stanach Zjednoczonych, w stanie Georgia, w hrabstwie Macon.